# 王印清
王印清（？—），中國共產黨黨员，中華人民共和國政治人物、軍事人物、中國人民解放军少將。
曾任內蒙古軍區副司令員，曾經到中国书画家联谊会将军笑文化艺术交流中心指导工作